# Samoa, fille sauvage
Pour plus de détails, voir Fiche technique et Distribution.
Samoa, fille sauvage (titre original : Samoa, regina della giungla) est un film italien réalisé par Guido Malatesta (sous le pseudonyme de James Reed), sorti en 1968.

## Synopsis
le géologue Clint Lomas décide de partir dans la jungle, en compagnie d'un groupe d'aventuriers, à la recherche de diamants. Bientôt, les hommes se retrouvent confrontés à une bande de cannibales...

## Fiche technique
- Titre : Samoa, fille sauvage
- Titre original : Samoa, regina della giungla
- Titre alternatif : Samoa, reine de la jungle
- Réalisation : Guido Malatesta (sous le pseudonyme de James Reed)
- Scénario et histoire : Gianfranco Clerici et Guido Malatesta
- Photographie : Augusto Tiezzi
- Montage : Jolanda Benvenuti
- Musique : Angelo Francesco Lavagnino
- Costumes : Walter Patriarca
- Décors : Pier Vittorio Marchi
- Producteur : Fortunato Misiano
- Société de production :  Romana Film
- Société de distribution :  Romana Film (Italie), Compass Film	(World-wide), Cosmopolis Film (Belgique)
- Pays d'origine :  Italie
- Langue :  Italien
- Tournage : aux studios Incir De Paolis à Rome
- Métrage : 2 400 mètres
- Format : Couleur (Eastmancolor) — 35 mm — 2,35:1 — Son : Mono
- Genre : Film policier, Film d'aventures
- Durée : 89 minutes (1 h 29)
- Date de sortie :
  - Italie : 8 mars 1968
  - France : 18 juin 1969
  - Belgique : 18 septembre 1969

## Distribution
- Roger Browne (VF : Michel Barbey) : Clint Lomas (Kloman en VF)
- Edwige Fenech (VF : Nicole Favart) : Samoa
- Ivy Holzer (VF : Jacqueline Ferrière) : Nancy White (Willer en VF)
- Ivano Staciolli (VF : Jean-François Laley) : Pierre Moro
- Andrea Aureli (VF : Jean Violette) : Dr Schwarz
- Umberto Ceriani (VF : Georges Poujouly) : Alain Duval
- Tor Altmayer (VF : François Valorbe) : Pr Dawson
- Claudio Ruffini (VF : Pierre Collet) : Joe Stark
- Wilbert Bradley (VF : René Bériard) : Akana (Kama en VF) le guide
- Ivan Basta : Hans Müller
- Gianni Pulone : le capitaine Santos
- Antonietta Florito : la fille samoane avec Moro
- Femi Benussi : Yasmin